# 韩擒虎

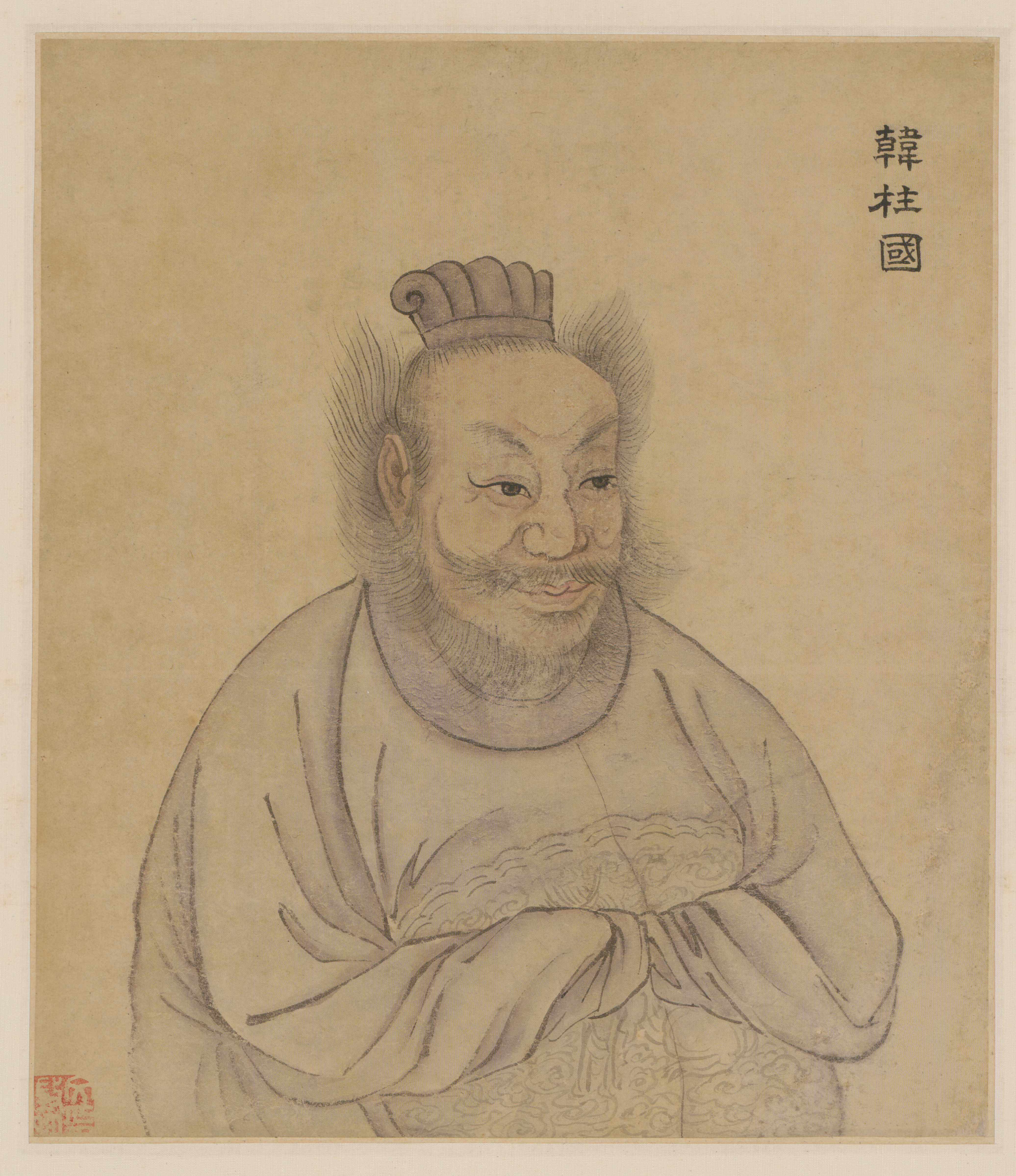
韩擒虎像

韓擒虎（538年—592年12月26日），字子通，河南郡东垣县（今河南新安县）人。隋初開國功臣之一。唐朝皇室祖先有李虎，故唐人為了避諱，時稱其為韓擒。

## 生平

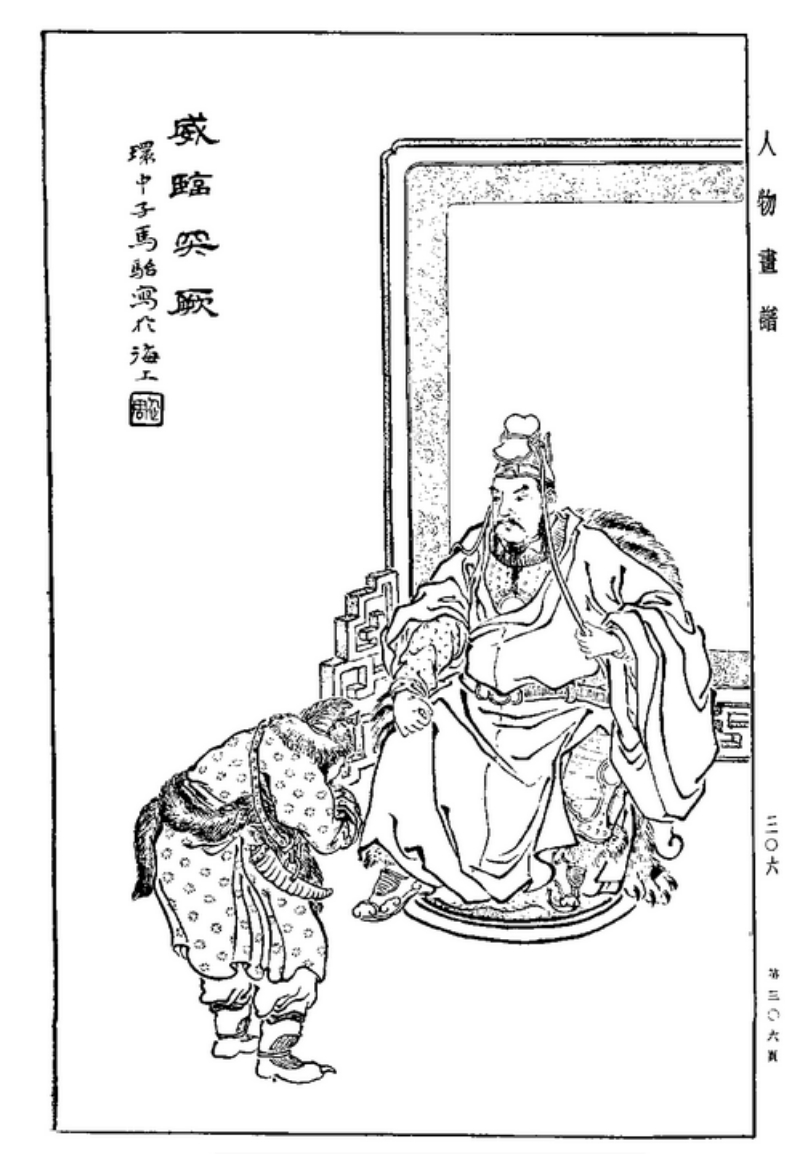
韓擒虎威臨突厥

韩擒虎身材魁梧，容貌雄傑，性情豪邁，勇而有謀。自幼博覽群書，經史百家皆略知大旨。韩擒虎在北齐历任河长防主、大都督、车骑大将军、开府仪同三司、白超防主，转任洪超防主。北周太祖賞識之，初仕北周，任新安太守，襲爵新義郡公，以軍功升至上儀同。
隋文帝時，經高熲推薦，為廬州總管。開皇八年（陳後主禎明二年、588年）十一月隋大舉伐陳，擒虎以精兵五百，橫江夜渡彩石，正月初七攻下姑孰（今安徽當塗），生擒樊巡，散騎常侍皋文奏大敗逃回建康，接著擒虎向金陵進軍。同日賀若弼攻克鍾山（建康城東），楊廣派總管杜彥跟韓擒虎會師，駐紮新林（今江蘇省江寧縣西），任忠前往石子岡（今江寧縣南）迎降，直入朱雀門，沿途陳軍大潰，擒虎縱兵在金陵四處劫掠，至殿中不見陳後主，後於華林園內景陽樓畔的井下生俘之，賀若弼把陳叔寶囚禁在德教殿。賀若弼後來與韓擒虎爭功，鬧得不可開交。擒虎後來進位上柱國，出為涼州總管。

## 家族

### 父亲
- 韩雄，北周使持节、骠骑大将军、开府仪同三司、都督中徐虞洛四州诸军事、中州刺史、新义威公

### 兄弟姐妹
- 韩僧寿，隋朝上柱国、新蔡郡公
- 韩洪，隋朝柱国、金紫光祿大夫、陇西郡太守、甘棠县公
- 韩氏，嫁隋朝开府仪同三司、赵郡太守、定襄道总管、永康襄公李诠，有一子李靖

### 儿子
- 韩世谔

## 藝術

### 詩詞
杜牧
台城曲二首（其一）
整整复斜斜，隋旗簇晚沙。
门外韩擒虎，楼头张丽华。
谁怜容足地，却羡井中蛙。

### 遊戲
在遊戲王者榮耀中改名為「裴擒虎」，為刺客類英雄。

## 延伸阅读
[在维基数据编辑]
 《隋書·卷52》，出自魏徵《隋书》
 在维基共享资源阅览影像